# Pentarchie

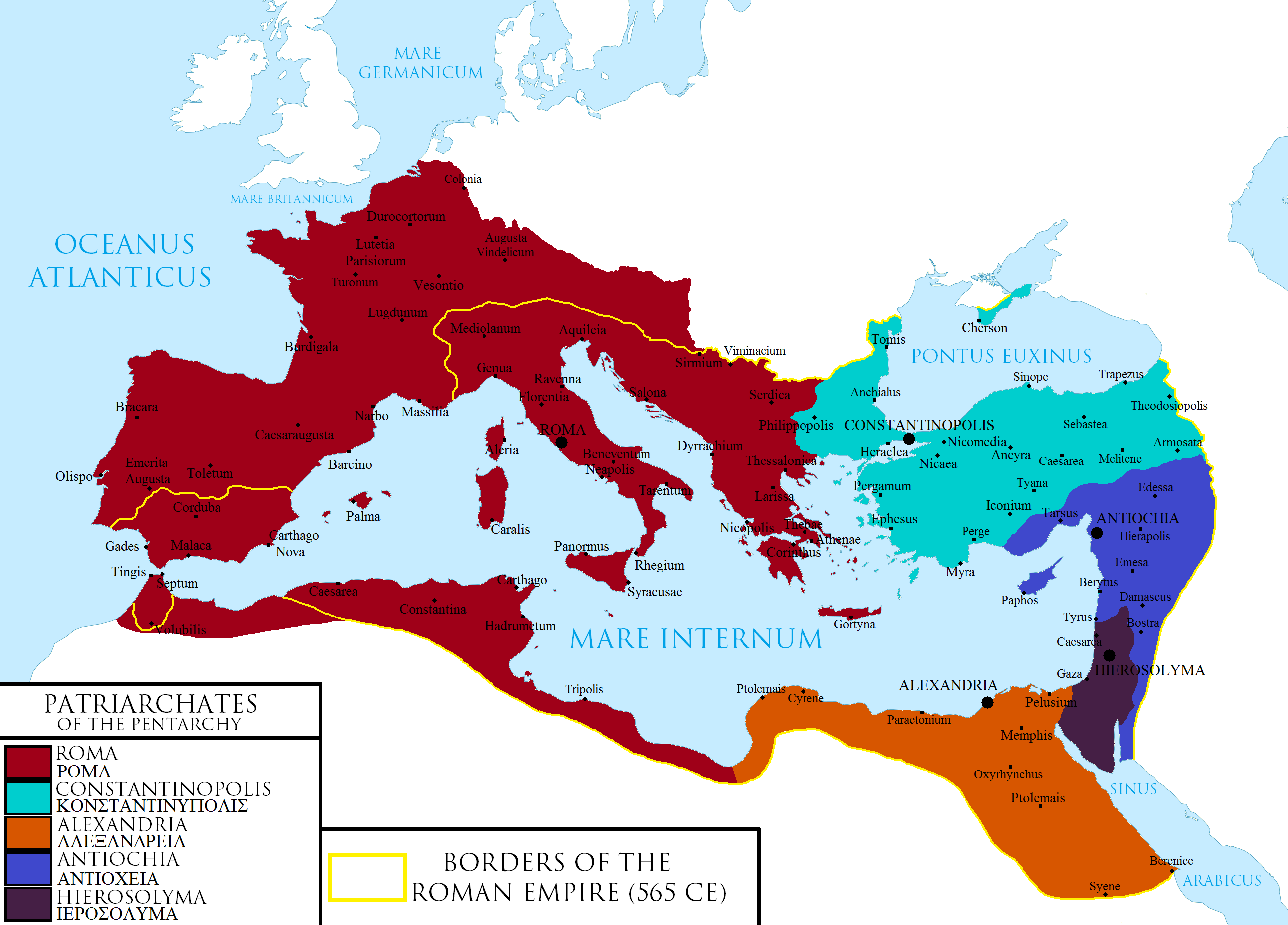
Pentarchie v roce 565

Pentarchie (z řeckého Πενταρχία, Pentarchía, z πέντε pénte, „pět“, a ἄρχειν archein, „vládnout“) je model církevní organizace formulovaný v zákonech císaře Justiniána I. V tomto modelu je křesťanská církev řízena hlavami (patriarchy) pěti hlavních biskupských stolců Římské říše: Říma, Konstantinopole, Alexandrie, Antiochie a Jeruzaléma.

## Historie
Myšlenka vznikla kvůli politické a církevní důležitosti těchto pěti biskupských stolců, ale koncept jejich univerzální a výlučné autority byl spojen s dřívějšími helénisticko-křesťanskými myšlenkami správy. Pentarchie byla poprvé právně vyjádřena v legislativě císaře Justiniána I., zejména v Novelle 131. Trullská synoda (Quinisextský koncil) z roku 692 ji formálně uznal a seřadil stolce podle předností, ale její organizace zůstala závislá na císaři, jako když Lev Isaurijský změnil hranici patriarchální jurisdikce mezi Římem a Konstantinopolí. Zejména po Quinisextu byla pentarchie alespoň fakultativně přijata ve východním křesťanství, ale obecně nikoli v rámci západního křesťanství, které odmítlo závěry tohoto koncilu a koncept pentarchie jako takový nepřijalo.

## Patriarcháty
Pět starobylých patriarchátů, z nichž po roce 1054 jsou pravoslavné čtyři a katolický jeden.
- Konstantinopolský ekumenický patriarchát (r. 330, patriarchát od 381)
- Alexandrijský pravoslavný patriarchát
- Antiochijský pravoslavný patriarchát
- Jeruzalémský pravoslavný patriarchát (r. 451, patriarchát od 451)
- Pátým je Římský patriarchát (katolická církev), který opustil původní společenství po velkém schizmatu r. 1054